# Каптіва (острів)
26°31′00″ пн. ш. 82°11′30″ зх. д. / 26.516666666667° пн. ш. 82.191666666667° зх. д.
Острів Каптіва розташований недалеко від берегів Мексиканської затоки на південному-заході Флориди. Острів Каптіва розташований на півночі від Санібел Айленд.

## Історія
За повір'ям місцевих людей, острів Каптіва отримав свою назву тому, що піратський капітан Хосе Гаспар (Родрігес де Франсія) ув'язнював жінок на острові з метою отримання викупу. Тим не менш, існування Хосе Гаспара, про якого розповідається в рекламній брошурі початку 20-го століття, може бути звичайною вигадкою.

## Географія
Спочатку частина сусіднього острова Санібел, на південному сході, було зруйновано в 1926 році, коли штормовим ураганом було створено новий канал, який отримав назву Сліпий перевал. В літку 2009 року були проведені днопоглиблювані роботи, адже цей канал був переповнений протягом останніх років Як і Санібель, острів Каптіва виконує роль бар'єра до острова Пайн Айленд (на схід від Каптіва та на північ від Санібель), проте він значно вужчий. Єдиний автомобільний шлях до острова веде від автошляхів Санібел Козвей та Санібель Каптіва. Острів був заселений в 1888 році. Першим вихідцем був австрієць Вільям Герберт Біндер (1850—1932) який похований на крихітному кладовищі поряд з каплицею біля моря.

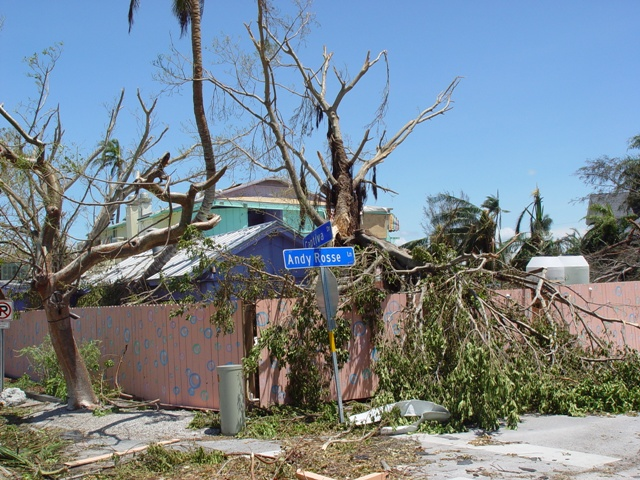

| Острів | Це незавершена стаття про острів, чи острови. Ви можете допомогти проєкту, виправивши або дописавши її. |